# Petruskerk (Blansingen)
De Petruskerk (Duits: Peterskirche) is een kerkgebouw in Blansingen, een Ortsteil van de gemeente Efringen-Kirchen (Baden-Württemberg). De geschiedenis van de laatgotische kerk gaat terug tot het jaar 1173. In het huidige uit 1457 stammende gebouw bevindt zich een opmerkelijke cyclus van fresco's uit de 15e eeuw. De goed bewaarde muurbeschilderingen behoren tot de belangrijkste getuigenissen van middeleeuwse kunst aan de Rijn tussen Bazel en Bingen.
Eveneens opmerkelijk is de plaats van de kerk, die ongeveer twee kilometer buiten de dorpskern is gelegen. Waarom de kerk zover buiten het eigenlijke dorp ligt is onbekend. Het aan de grondlegger van de Kerk gewijde godshuis is sinds 1556 een protestants kerkgebouw.

## Geschiedenis
Op grond van grafvondsten en het patrocium laat het zich aannemen dat zich op de plek reeds in de vroege 7e eeuw een Merovingische kerk met een dodenakker bevond. In 1173 wordt de kerk van Blansingen voor het eerst in een oorkonde genoemd. Vermoedelijk in de 10e eeuw vond een aan de muren af te lezen vergroting van de kerk plaats. Rond 1350 viel de kerk onder het Blasiusklooster en uit deze periode stammen hoogstwaarschijnlijk het laatgotische koor en de lange, smalle lancetramen van het kerkschip. De voltooiing van de kerk in de huidige vorm wordt gedateerd op het jaar 1457.   
Bekend is dat in de jaren 1768 en 1788 vanuit de kerkelijke gemeente verzoeken werden gericht aan het stift Sint-Blasius om nieuwbouw van het kerkschip te bewerkstelligen. Eén van de klachten betrof het in duisternis gehulde interieur van de kerk. De verzoeken om nieuwbouw werden toen niet ingewilligd en ook later niet, maar leidden wel tot het vergroten van de spitsboogramen om zo meer licht in de kerk door te laten. Tegelijkertijd werden de muren overgekalkt en werden de fresco's gedeeltelijk vernield. 
Tijdens renovatiewerkzaamheden in 1924 werden de fresco's weer herontdekt. Omdat het de kerkelijke gemeente toen aan de benodigde financiële middelen ontbrak werd pas vanaf 1953 met de blootlegging van de fresco's begonnen. Het tot 1955 durende werk werd door de restaurators Walter Ueberwasser en Jürgen Brodwolf uitgevoerd en uit middelen van de overheid en de kerk gefinancierd. Tevens werd de in de 19e eeuw afgebroken sacristie op dezelfde plaats herbouwd. In dat jaar vond een omvangrijke restauratie plaats.  

## Inrichting
De kerk betreedt men door de circa 22 meter hoge kerktoren. De muren van de toren, die voorzien zijn van de jaartallen 1497 en 1498, overlappen een oudere poortboog met wapendecoratie. Het kerkgebouw heeft een traditionele oriëntatie; het verhoogde koor wijst tamelijke precies in de richting van het oosten. De kerk meet van de ingang tot het koor rond 34 meter. Het koor meet in de grootste breedte rond 11 meter en heeft de vorm van een halve achthoek. 
Aan de zuidelijke muur hangen epitafen, grafzerken en een herinneringstafel aan de gevallenen van de Duitse Oorlog van 1866 en de Duits-Franse Oorlog van 1870-1871. Meer epitafen en grafzerken zijn te vinden in de ingang onder de toren, in het koor en voor de kansel.
De zaalkerk heeft verder een eenvoudige inrichting en vervoegt over een kleine kansel. De kerkbanken stammen oorspronkelijk van de vrijheren van Rotberg uit Rheinweiler. Deze familie bezat tot 1955 ook een eigen galerij, die in het kader van de renovatie van de kerk werd afgebroken. De houten banken staan langs de noordelijke en zuidelijke muur opgesteld en laten in het midden een smal pad naar het koor vrij.   
Het altaar van rode zandsteen staat in het koor, dat door een triomfboog van het kerkschip wordt gescheiden, en heeft een altaarkruis dat versierd is met twaalf jaspisstenen.
Het 11 registers tellende orgel uit het jaar 1990 werd door de orgelbouwfirma Späth uit Freiburg gebouwd en staat in de zuidelijke hoek van de triomfboog in het kerkschip. Bij het orgel bevindt zich een granieten doopvont. 

## Afbeeldingen

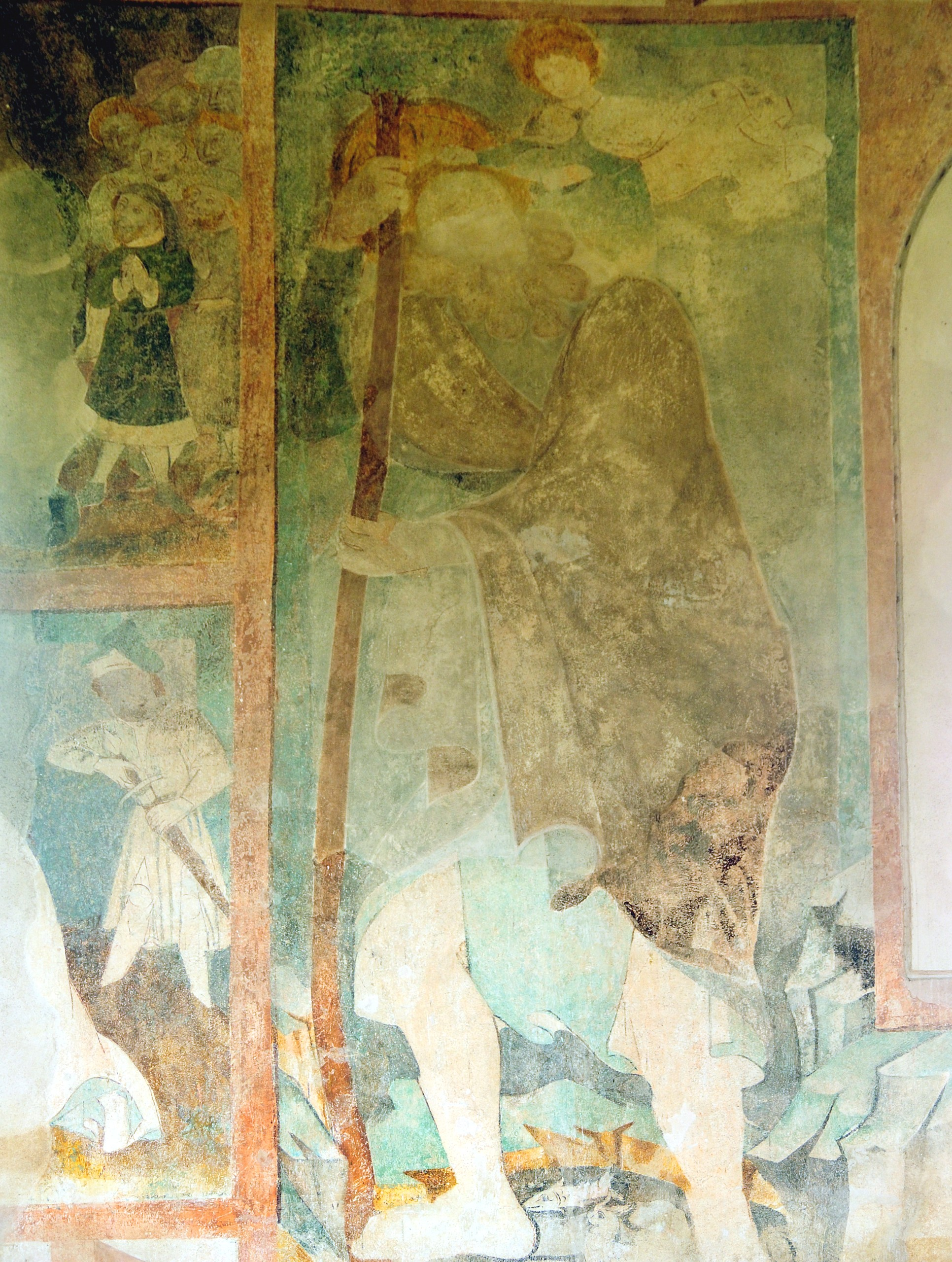
Fresco heilige Christoffel
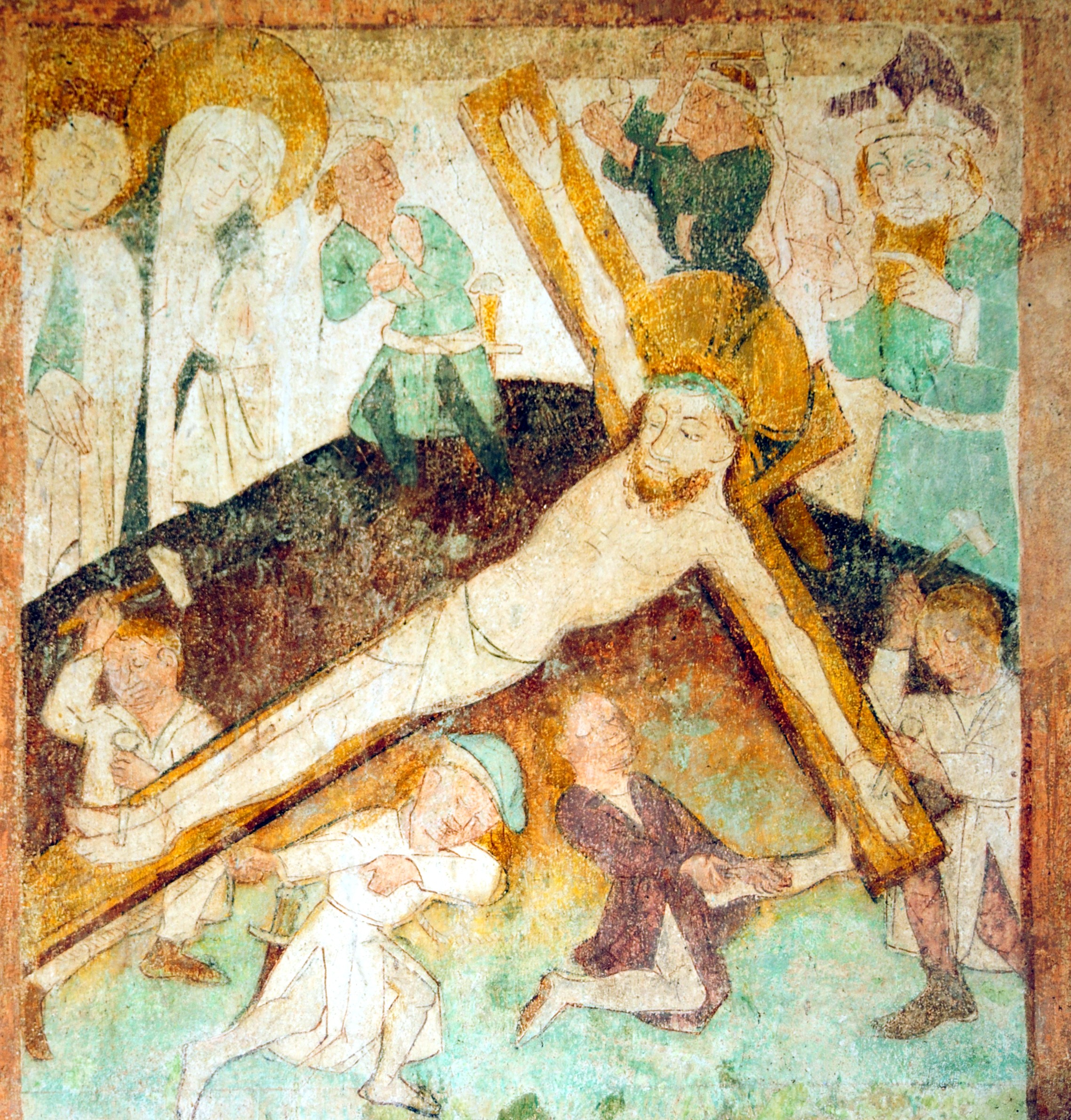
Fresco kruisiging op de noordelijke muur
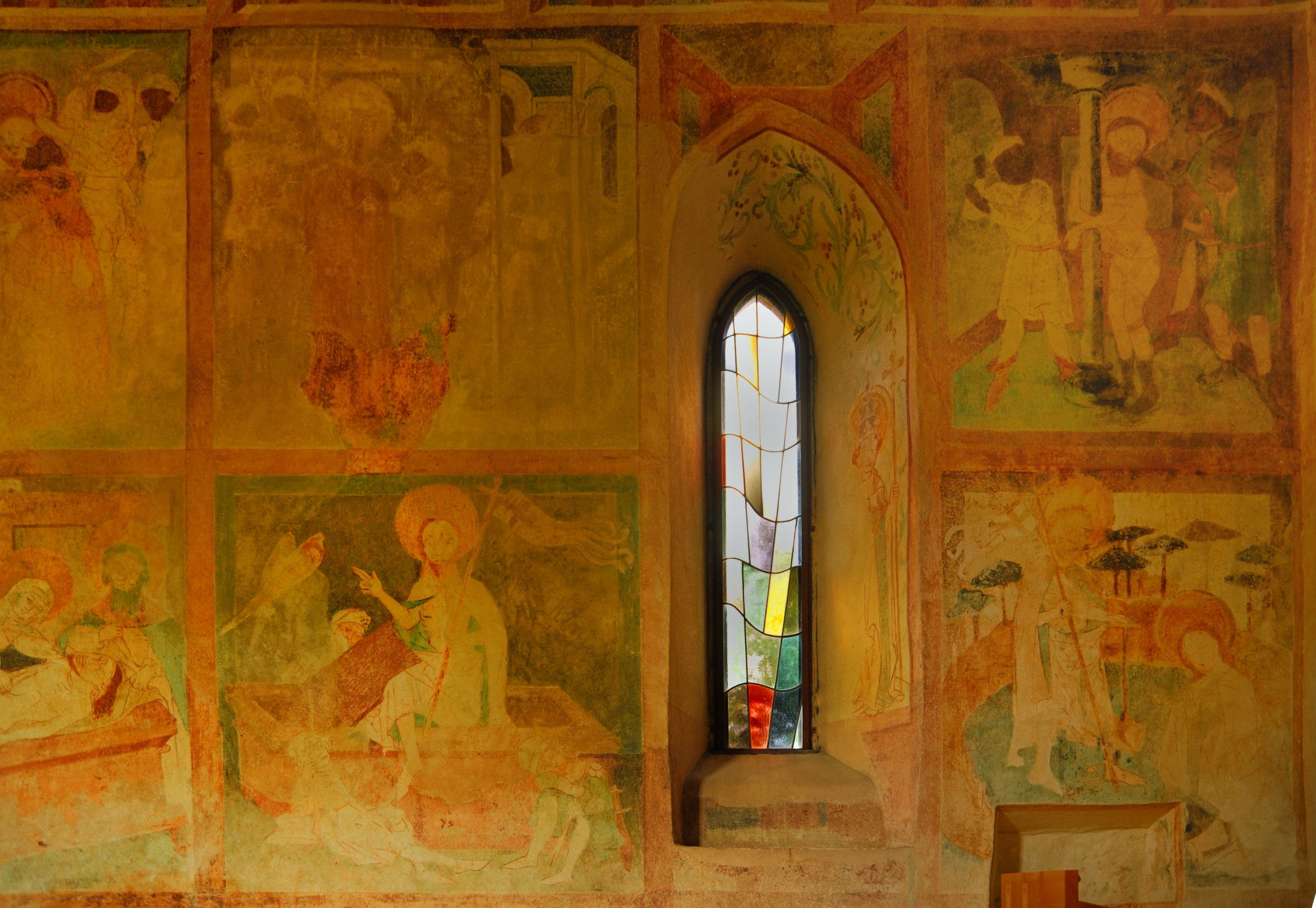
Passievoorstellingen (noordelijke muur)
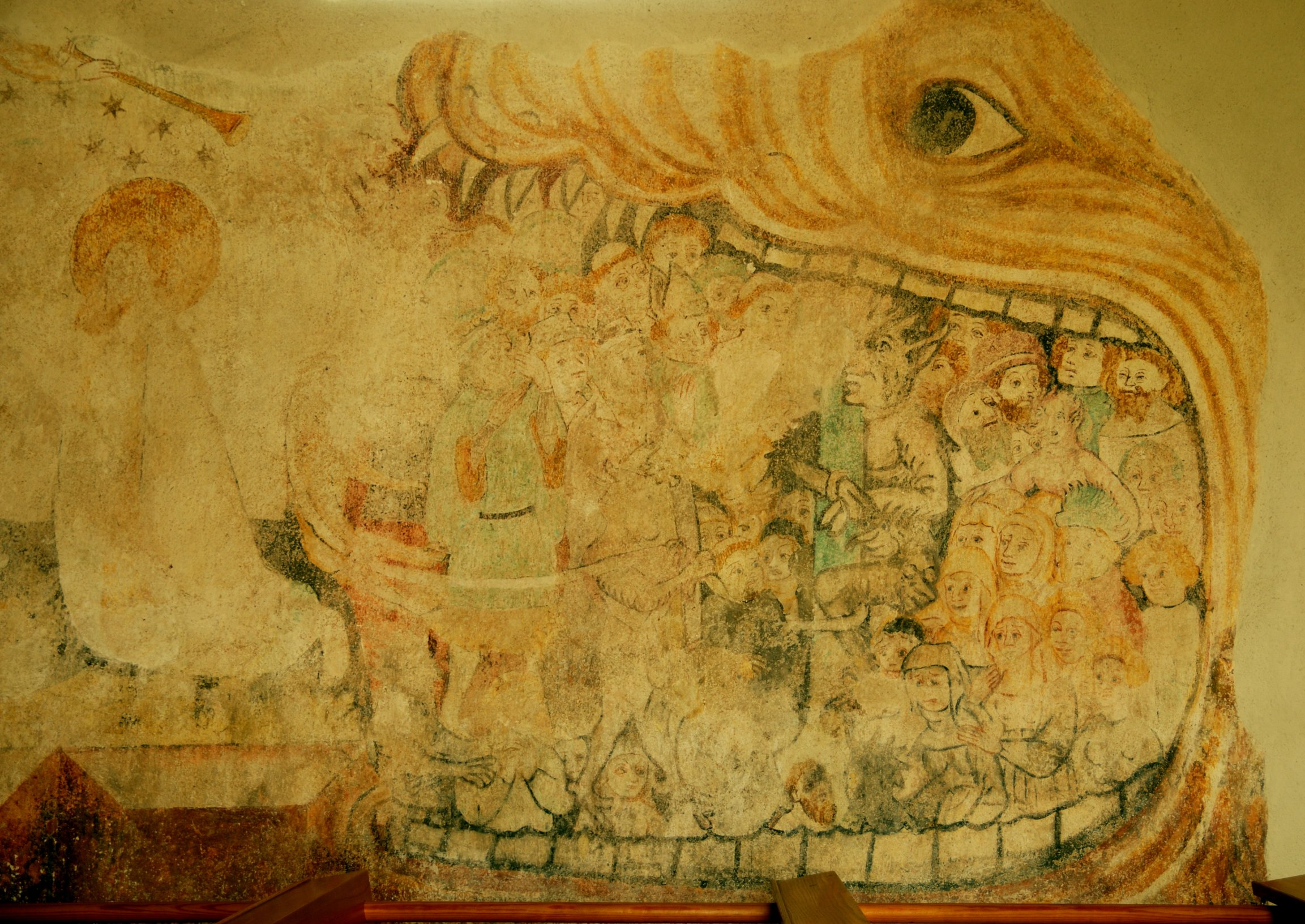
Voorstelling het Jongste Gericht